# Brenda Joyce
Brenda Joyce, nome d'arte di Betty Graffina Leabo (Excelsior Springs, 25 febbraio 1917 – Santa Monica, 4 luglio 2009), è stata un'attrice statunitense, attiva negli anni quaranta.
Secondo talune fonti non era nata nel 1917, ma nel 1912 o forse nel 1915.
È ricordata soprattutto per essere stata, con l'attrice Karla Schramm, attiva al tempo del cinema muto, l'unica interprete del ruolo di Jane Parker in film su Tarzan avendo per partner due attori differenti: con il primo di essi, Johnny Weissmuller, girò Tarzan e le amazzoni (1945), Tarzan e la donna leopardo (1946),  Tarzan e i cacciatori bianchi (1947) e Tarzan e le sirene (1948); con il secondo, Lex Barker, fu interprete di Tarzan e la fontana magica (1949).
Nello stesso anno abbandonò le scene, dopo una carriera non lunghissima che la vide spesso impiegata in film di genere b-movie.

## Biografia

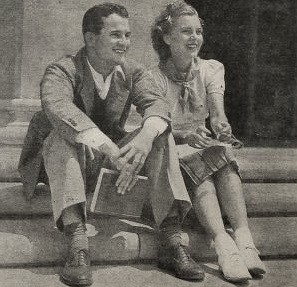
Con il marito Owen Ward

La Joyce - che è stata la settima attrice ad interpretare il ruolo di Jane dopo Maureen O'Sullivan, è stata sposata con Owen Ward dal 1941 fino al divorzio, sancito nel 1949. Dal matrimonio sono nati tre figli: Pamela Ann, Timothy Owen e Beth Victoria. Secondo notizie stampa basate su fonti familiari, è morta in una casa di cura di Santa Monica in California a causa di una polmonite e dopo essere stata affetta negli ultimi dieci anni da uno stato di demenza.
Capelli lunghi e biondi, un fisico da atleta, ottima nuotatrice, Brenda Joyce - Graftin, come la chiamava il padre - lontano dagli studios di Culver City della MGM era solita dichiarare agli intimi di essere giunta a detestare il ruolo di Jane, che la chiuse in un cliché, anche se confessò di non essere rimasta indifferente al fascino del suo partner, Johnny Weissmuller.
Cresciuta ed educata fra San Bernardino e Los Angeles - dove frequentò l'High School, la University of Southern California e poi ancora la UCLA - per pagarsi gli studi iniziò ad affacciarsi al mondo dello spettacolo posando come modella per un fotografo. Fu notata da un talent scout della 20th Century Fox che l'aiutò a diventare una ragazza copertina e a firmare un contratto con la casa cinematografica.
Dopo aver cambiato il proprio nome, ispirandosi a quello della diva del cinema muto Alice Joyce, esordì nel 1939 nel ruolo di Fern Simon, seconda protagonista femminile del film premio Oscar La grande pioggia, con Tyrone Power e Myrna Loy. Questa interpretazione e la successiva in Here I Am a Stranger (1939) le procurarono l'attenzione della critica e soprattutto le garantirono un contratto stabile con la major cinematografica. Dopo il dramma storico I ribelli del porto (1940), fu insieme a Walter Brennan e Hattie McDaniel in Maryland (1940).
Divenuta una delle principali pin-up della Fox, fu penalizzata nel 1940 dal matrimonio con l'ufficiale Owen Ward. Quasi per punirla di ciò, lo studio californiano la relegò in ruoli di scarso rilievo. Ciò non le impedì di lavorare al fianco di star come Milton Berle, Willie Best, Preston Foster, June Duprez, con la quale girò il film drammatico Little Tokyo, U.S.A. (1942), su un soggetto all'epoca delicato, ovvero le forme di razzismo patite dai nippo-statunitensi durante la seconda guerra mondiale. Apparve invece in un ruolo brillante nella commedia del Thumbs Up (1943), a fianco di Molly Lamont e Queenie Leonard. Fra gli altri interpreti con cui lavorò, figurano poi Lon Chaney Jr. e Gale Sondergaard.
Dopo aver avuto due figli, l'attrice sembrava aver perso ogni interesse per la carriera quando, grazie al produttore Sol Lesser, le si presentò l'occasione per un rientro in grande stile in sostituzione di Maureen O'Sullivan come compagna di Johnny Weissmuller nella serie di film su Tarzan girati fra il 1946 e il 1949.
Ritiratasi dal cinema nel 1949, la Joyce lavorò per una decina di anni al Dipartimento dell'Immigrazione di Washington. Tornò sulle scene parecchi anni più tardi, nel 1971, per partecipare a due episodi della trasmissione televisiva per ragazzi Mister Rogers' Neighborhood. Lasciato il lavoro a Washington, e dopo il divorzio da Owen Ward, si ritirò con i tre figli nella casa di famiglia in California.
Il ricordo che ha lasciato è quello di una donna riservata: i suoi colleghi al Dipartimento dell'Immigrazione, così come il personale della casa di cura in cui trascorse l'ultimo periodo della sua vita, non hanno mai saputo che fu una Jane del grande schermo. L'unica visita che accettava, poco prima di morire, era quella di Johnny Sheffield, l'attore che aveva recitato nel ruolo del figlio adottivo - Boy - nella serie su Tarzan.

## Filmografia
- La grande pioggia (The Rains Came), regia di Clarence Brown (1939)
- Here I Am a Stranger, regia di Roy Del Ruth (1939)
- I ribelli del porto (Little Old New York), regia di Henry King (1940)
- Maryland, regia di Henry King (1940)
- Public Deb No. 1, regia di Gregory Ratoff (1940)
- Private Nurse, regia di David Burton (1941)
- Marry the Boss's Daughter, regia di Thornton Freeland (1941)
- Right to the Heart, regia di Eugene Forde (1942)
- Whispering Ghosts, regia di Alfred L. Werker (1942)
- The Postman Didn't Ring, regia di Harold D. Schuster (1942)
- Little Tokyo, U.S.A., regia di Otto Brower (1942)
- Thumbs Up, regia di Joseph Santley (1943)
- Tarzan e le amazzoni (Tarzan and the Amazons), regia di Kurt Neumann (1945)
- I'll Tell the World, regia di Leslie Goodwins (1945)
- Strange Confession, regia di John Hoffman (1945)
- La foresta incantata (The Enchanted Forest), regia di Lew Landers (1945)
- Pillow of Death, regia di Wallace Fox (1945)
- Tarzan e la donna leopardo (Tarzan and the Leopard Woman), regia di Kurt Neumann (1946)
- Il piccolo gigante (Little Giant), regia di William A. Seiter (1946)
- The Spider Woman Strikes Back, regia di Arthur Lubin (1946)
- Danger Woman, regia di Lewis D. Collins (1946)
- Tarzan e i cacciatori bianchi (Tarzan and the Huntress), regia di Kurt Neumann (1947)
- Stepchild, regia di James Flood (1947)
- Tarzan e le sirene (Tarzan and the Mermaids), regia di Robert Florey (1948)
- 10,000 Kids and a Cop, regia di Charles Barton (1948) - narratrice
- Shaggy, regia di Robert Emmett Tansey (1948)
- Tarzan e la fontana magica (Tarzan's Magic Fountain), regia di Lee Sholem (1949)
- Mister Rogers' Neighborhood - serie TV, 3 episodi (1971)

## Doppiatrici italiane
- Dhia Cristiani in Tarzan e la donna leopardo, Il piccolo gigante
- Rosetta Calavetta in La grande pioggia